# Cerkiew na Krwi w Jekaterynburgu
Cerkiew na Krwi, właściwie  Cerkiew Na Krwi pod wezwaniem Wszystkich Świętych w Ziemi Rosyjskiej Jaśniejących (ros. Храм-на-Крови́ во и́мя Всех святы́х, в земле́ Росси́йской просия́вших) – zbudowana w Jekaterynburgu w latach 2000–2003 prawosławna cerkiew. Została wzniesiona na miejscu zamordowania przez bolszewików imperatora Mikołaja II i jego najbliższej rodziny.

## Historia

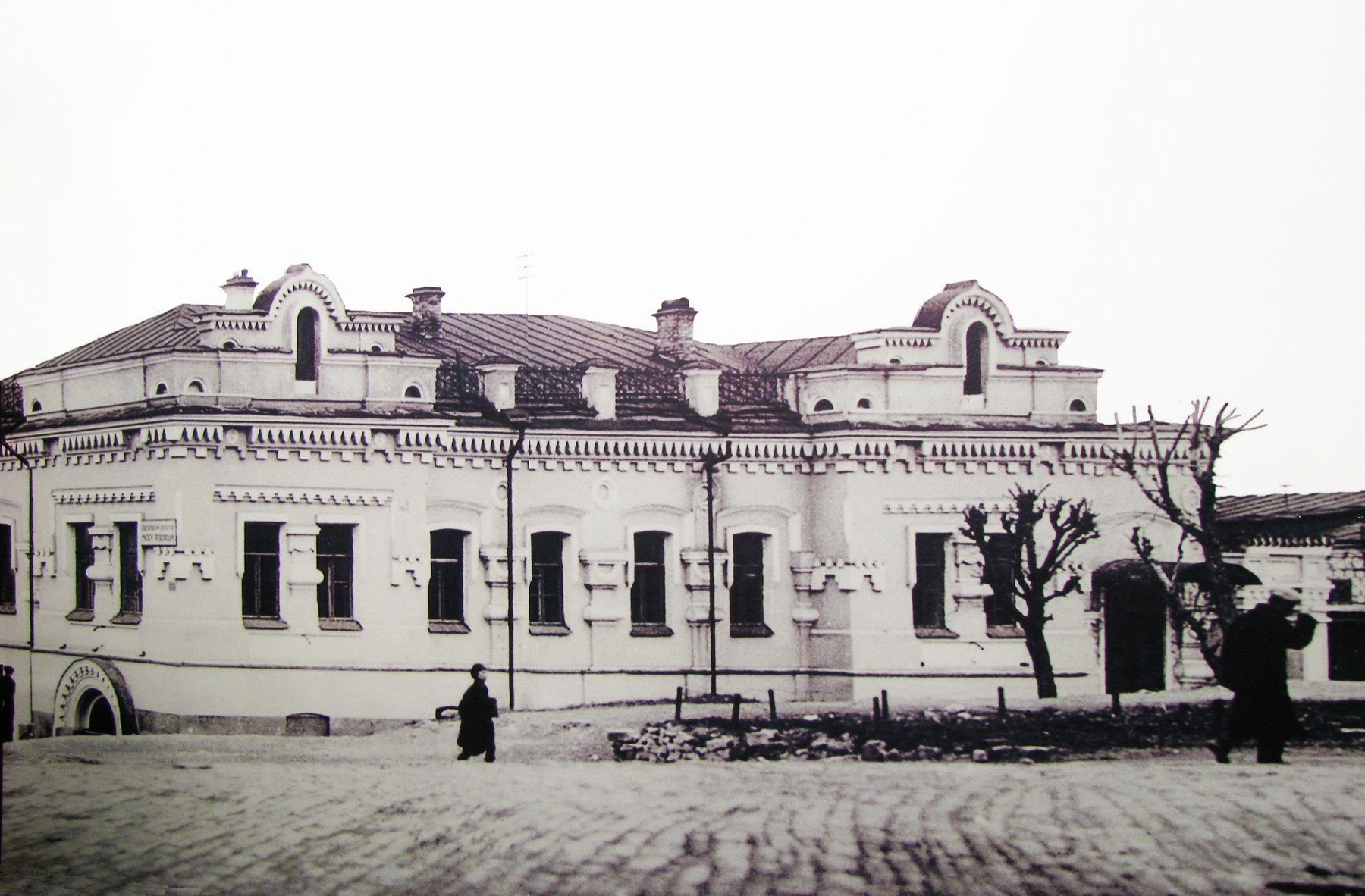
Dom Ipatiewa. Widok od frontu

### Dom Ipatiewa
Do 1977 na miejscu obecnej cerkwi znajdował się tzw. Dom Mikołaja Ipatiewa. Początkowo należał on do jekaterynburskiego kupca Michaiła Szarawiewa, a w 1908 został kupiony przez Mikołaja Ipatiewa, który był emerytowanym kapitanem wojsk inżynieryjnych Armii Imperium Rosyjskiego. Budynek został wzniesiony w latach osiemdziesiątych XIX wieku. Dom składał się z dwóch skrzydeł: frontowe-wschodnie było jednopiętrowe i długie na 30 metrów. Natomiast zachodnie skrzydło składało się z dwóch pięter. Budynek był nowoczesny, z bieżącą wodą i kanalizacją, był dobrze wyposażony, m.in. w dostęp do elektryczności oraz telefon. W 1918 dom został zarekwirowany przez obwodowy komitet bolszewicki, na którego czele stał Piotr Wojkow.

### Zabójstwo rodziny carskiej
Ostatni imperator rosyjski Mikołaj II wraz z najbliższą rodziną został przetransportowany z Tobolska do Jekaterynburga 30 kwietnia 1918. Więźniów umieszczono w Domu Ipatiewa, zwanym Domem Specjalnego Przeznaczenia. W nocy z 16 na 17 lipca z rozkazu Włodzimierza Lenina w piwnicy budynku przeprowadzono egzekucję byłego cesarza Mikołaja II, jego żony, Aleksandry Fiodorownej, następcy tronu cesarzewicza Aleksego, księżniczek Olgi, Tatiany, Marii i Anastazji oraz ich służących. Kilka dni później oficerowie Białych, którzy zajęli miasto, odnaleźli na jednej ze ścian cytat z wiersza Heinricha Heinego:
Belsatzar war in selbiger Nacht
Von seinen Knechten umgebracht
Belsatzar został tej nocy
przez sługi swe zabity.

### Dalsze losy budynku
Przez kolejne lata dom Mikołaja Ipatiewa często zmieniał swoje funkcje. Służył m.in. jako oddział Uralskiego Muzeum Rewolucji, w czasie wojny z Niemcami przechowywano tu część zbiorów ewakuowanych z leningradzkiego Ermitażu. Mieściła się tu także szkoła rolnicza oraz muzeum ateizmu. Ostatecznie po 1945 budynek przeszedł na własność lokalnej komórki Komunistycznej Partii Związku Radzieckiego i służył jako archiwum partyjne. Przez cały ten okres piwnica, w której dokonano zbrodni, była miejscem często odwiedzanym przez członków CzK/NKWD/KGB, którzy pozowali tam do zdjęć na tle podziurawionej kulami ściany. Z czasem zaczęto się obawiać, że budynek może stać się miejscem pielgrzymkowym dla rosyjskich monarchistów. Dlatego w 1977 z inicjatywy Jurija Andropowa wydano rozkaz wyburzenia budynku. Na polecenie Politbiura rozkaz ten wykonał nowy I sekretarz Swierdłowskiego Komitetu Obwodowego KPZR Borys Jelcyn.

## Cerkiew na Krwi

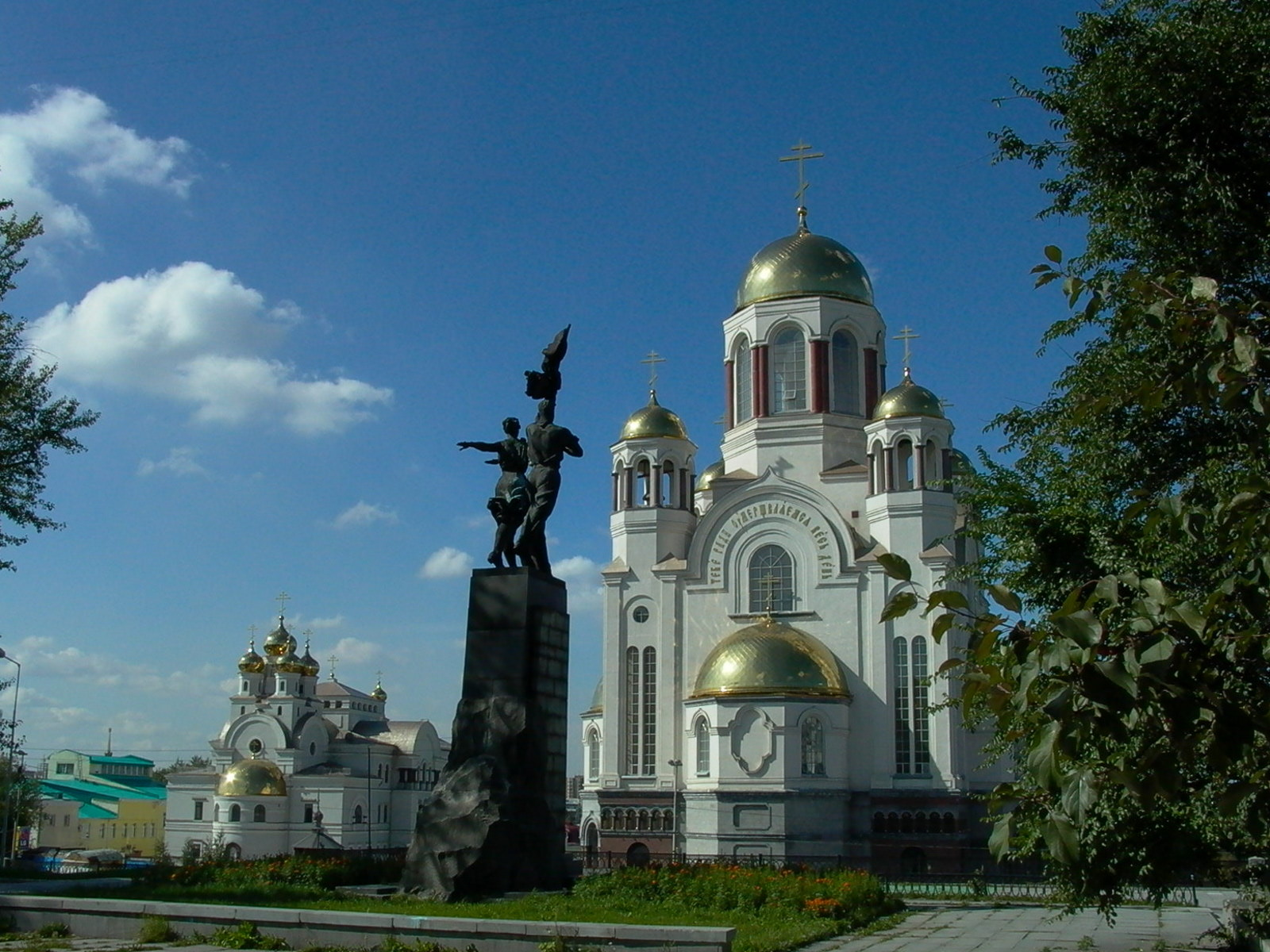
Cerkiew na Krwi

### Budowa
Aparatczycy Komunistycznej Partii Związku Radzieckiego nie mylili się. Już po wyburzeniu Domu Ipatiewa zaczęły pojawiać się pierwsze oznaki kultu, który jeszcze wtedy był zwalczany przez sowiecką milicję. 18 sierpnia 1990 na miejscu kaźni został umieszczony drewniany krzyż, który wkrótce został zbezczeszczony. Wkrótce zastąpiono go kolejnym, tym razem metalowym. 20 września 1990 Rada Miejska Swierdłowska przekazała niezagospodarowany teren po wyburzonym Domu Ipatiewa Rosyjskiej Cerkwi Prawosławnej. Rozpoczęły się przygotowania do budowy cerkwi mającej upamiętnić zamordowaną rodzinę cesarską. Ogłoszono konkurs na projekt świątyni. 23 września 1992 biskup jekaterynburski i wierchoturski Melchizedek wmurował uroczyście kamień węgielny pod budowę świątyni. Budowa jednak została wkrótce wstrzymana z powodu kłopotów finansowych.
Prace wznowiono dopiero w 2000 po oficjalnej kanonizacji Mikołaja II i jego rodziny przez Rosyjską Cerkiew Prawosławną. 23 września 2000 ponownego aktu wmurowania kamienia węgielnego dokonał Patriarcha Moskwy i Wszechrusi Aleksy II. Cerkiew została zaprojektowana przez architektów G. Mazajewa, W. Morozowa i M. Graczewa. Budowa miała zostać przeprowadzona błyskawicznie. Otwarcie cerkwi zaplanowano na 16 lipca 2003, dokładnie w osiemdziesiątą piątą rocznicę zabójstwa rodziny cesarskiej. Terminu tego udało się dotrzymać.

### Architektura
Cerkiew zbudowana jest w stylu rosyjsko-bizantyjskim. Fasada wyłożona jest granitem. Przed wejściem znajduje się też monument poświęcony rodzinie Romanowów. Cerkiew na Krwi mieści w sobie dwie świątynie: dolną i górną. Część dolna ma symbolizować piwnicę domu Ipatiewa i mord dokonany tam na rodzinie cesarskiej. W architekturę wnętrza cerkwi wkomponowano pozostałości dawnego budynku. Wysokość obiektu to 60 metrów, powierzchnia 3000 metrów kwadratowych. Górna cerkiew poświęcona jest wszystkim świętym rosyjskim. Znajduje się tam długi na 30 metrów i wysoki na 13 metrów marmurowy ikonostas.

### Ostatnie lata
Pierwsza Boska liturgia odbyła się w nowej cerkwi w nocy z 16 na 17 lipca 2003, dokładnie w osiemdziesiątą piątą rocznicę zabójstwa rodziny cesarskiej. W uroczystościach oprócz arcybiskupa jekaterynburskiego Wincentego brali udział także wysocy dostojnicy Rosyjskiej Cerkwi, m.in. metropolici kruticki Juwenaliusz, smoleński i kaliningradzki Cyryl i sołniecznogorski Sergiusz. Patriarcha Aleksy II nie mógł być obecny z powodów zdrowotnych. Rodzinę Romanowów reprezentowała Wielka Księżna Maria Władimirowna.
Od oddania cerkwi do użytku była ona odwiedzana przez wielu prominentnych gości, m.in. Władimira Putina, Borysa Jelcyna, Dmitrija Miedwiediewa, Gerharda Schrödera, Michała, księcia Kentu, księcia duńskiego Joachima, następcę tronu Luksemburga Wilhelma oraz liczne delegacje zagraniczne.